# Tomé de Barros Queirós
Tomé José de Barros Queirós (Ílhavo, 2 de febrero de 1872-Lisboa, 5 de mayo de 1925) fue un político portugués, presidente del Ministerio durante la Primera República.

## Biografía
Nació el 2 de febrero de 1872 en Ílhavo. Antiguo miembro del Partido de la Unión Republicana, fue presidente del Ministerio (jefe de gobierno) por el Partido Republicano Liberal entre el 23 de mayo y el 30 de agosto de 1921; fue sucedido por su compañero de partido António Granjo. Falleció el 5 de mayo de 1925 en Lisboa.